# كريس روبنسون (كاتب)
كريس روبنسون هو رسام كارتون وكاتب سيناريو ومؤرخ كندي، ولد في 1967.